# Jugoslavensko nogometno prvenstvo za žene
Jugoslavensko prvenstvo u nogometu za ženske klubove se odtžavalo između 1974. i 1991. godine. Najuspješniji klub je bio Mašinac iz Niša.

## Prvakinje
- 1974./75. Železničar (Subotica)
- 1975./76. Zagreb
- 1976./77. Zagreb
- 1977./78. Zagreb
- 1978./79. Sloga (Zemun)
- 1979./80. Sloga (Zemun)
- 1980./81. Sloboda '78 (Zagreb)
- 1981./82. Maksimir (Zagreb)
- 1982./83. Željezničar (Sarajevo)
- 1983./84. Mašinac (Niš)
- 1984./85. Mašinac (Niš)
- 1985./86. Mašinac (Niš)
- 1986./87. Mašinac (Niš)
- 1987./88. Mašinac (Niš)
- 1988./89. Mašinac (Niš)
- 1989./90. Mašinac (Niš)
- 1990./91. Maksimir (Zagreb)